# Guillermo Meijón
Guillermo Antonio Meijón Couselo, né le 14 mars 1958, est un homme politique espagnol membre du Parti socialiste ouvrier espagnol (PSOE).
Il est élu député de circonscription de Pontevedra lors des élections générales de novembre 2011.

## Biographie

### Vie privée
Il est marié et père de deux enfants.

### Profession
Guillermo Antonio Meijón Couselo est licencié en philosophie et sciences de l'éducation. Il est conseiller d'orientation.

### Carrière politique
Il a été conseiller municipal de Pontevedra de 1995 à 2005 puis député au Parlement de Galice de 2005 à 2011.
Le 20 novembre 2011, il est élu député pour Pontevedra au Congrès des députés et réélu en 2015 et 2016.